# 2724 Orlov
2724 Orlov (1978 RZ5) là một tiểu hành tinh vành đai chính được phát hiện ngày 13 tháng 9 năm 1978 bởi N. Chernykh ở Nauchnyj.